# جاك برنارد (أستاذ جامعي)
جاك برنارد (بالفرنسية: Jacques Bernard)‏ هو مؤرخ فرنسي، ولد في 1 سبتمبر 1658، وتوفي في 27 أبريل 1718.